# فوجیوارا نو تاکاایه
فوجیوارا نو تاکاایه ((به ژاپنی: 藤原 隆家 Fujiwara no Takaie)؛ ۹۷۹ – ۲ فوریه ۱۰۴۴ (سن ۶۵ یا ۶۶)) یکی از اشراف کوگیو و چوناگون در دوره هی آن اهل ژاپن بود.